# Elezioni comunali nel Lazio del 2007
Le elezioni comunali nel Lazio del 2007 si tennero il 27 e 28 maggio (con ballottaggio il 10 e 11 giugno). 

## Roma

### Ardea
| Candidati e Liste                       | Voti   | %      | Seggi |
| --------------------------------------- | ------ | ------ | ----- |
| Carlo Eufemi                            | 9.302  | 47,02  | -     |
| Alleanza Nazionale                      | 3.398  | 17,97  | 5     |
| Forza Italia                            | 3.062  | 16,19  | 4     |
| Unione di Centro                        | 816    | 4,32   | 1     |
| Legalità e Libertà con Eufemi per Ardea | 640    | 3,38   | 1     |
| UDEUR                                   | 632    | 3,34   | 1     |
| Democrazia Cristiana per le Autonomie   | 412    | 2,18   | -     |
| Partito Pensionati                      | 35     | 0,19   | -     |
| Forza Roma                              | 32     | 0,17   | -     |
| Avanti Lazio                            | 11     | 0,06   | -     |
| Mauro Giordani                          | 7.873  | 39,80  | 1     |
| Mauro Giordani per Ardea                | 2.108  | 11,15  | 2     |
| Forza Ardea per Mauro Giordani          | 1.651  | 8,73   | 1     |
| La Margherita                           | 1.321  | 6,99   | 1     |
| Amici per Ardea                         | 1.027  | 5,43   | 1     |
| Italia dei Valori                       | 583    | 3,08   | -     |
| Partito della Rifondazione Comunista    | 413    | 2,18   | -     |
| Lista Civica Tor San Lorenzo            | 246    | 1,30   | -     |
| Comunisti Italiani                      | 131    | 0,69   | -     |
| Antonello Magliacca                     | 2.606  | 13,17  | 1     |
| Democratici di Sinistra                 | 1.071  | 5,66   | 1     |
| Federazione dei Verdi                   | 544    | 2,88   | -     |
| Socialisti Democratici Italiani         | 466    | 2,46   | -     |
| Uniti per Ardea Magliacca Sindaco       | 309    | 1,63   | -     |
| Totale alle liste                       | 18.908 | 100,00 | 18    |
| TOTALE                                  | 19.781 | 100,00 | 20    |

### Bracciano
| Candidati e Liste                                    | Voti   | %     | Seggi |
| ---------------------------------------------------- | ------ | ----- | ----- |
| Giuliano Sala                                        | 4.605  | 45,42 | -     |
| Unione Democratica                                   | 4.605  | 45,42 | 13    |
| Patrizia Riccioni                                    | 3.846  | 37,94 | -     |
| Riccioni Sindaco (Forza Italia - Alleanza Nazionale) | 3.846  | 37,94 | 6     |
| Alfredo Massi                                        | 1.192  | 11,76 | -     |
| PROGETTO BRACCIANO 2007                              | 1.192  | 11,76 | 1     |
| Romolo Mangoni                                       | 386    | 3,81  | -     |
| ALTERNATIVA DEMOCRATICA                              | 386    | 3,81  | -     |
| Giustino Giusti                                      | 109    | 1,08  | -     |
| FIAMMA TRICOLORE                                     | 109    | 1,08  | -     |
| TOTALE                                               | 10.353 | 100   | 20    |

### Civitavecchia
| Candidati e Liste                                             | Voti   | %     | Seggi |
| ------------------------------------------------------------- | ------ | ----- | ----- |
| Giovanni Moscherini                                           | 17.558 | 55,56 | -     |
| Lista Moscherini                                              | 5.401  | 17,39 | 6     |
| Forza Italia                                                  | 3.072  | 9,89  | 3     |
| Alleanza Nazionale                                            | 2.663  | 8,58  | 3     |
| Unione di Centro                                              | 1.806  | 5,82  | 2     |
| Polo Civico Moscherini Sindaco                                | 1.439  | 4,63  | 1     |
| Movimento dei Riformisti                                      | 1.087  | 3,50  | 1     |
| UDEUR                                                         | 985    | 3,17  | 1     |
| Democrazia Cristiana per le Autonomie                         | 816    | 2,63  | 1     |
| Partito Repubblicano Italiano                                 | 177    | 0,57  | -     |
| Italia dei Valori                                             | 130    | 0,42  | -     |
| Nicola Porro                                                  | 11.913 | 37,70 | 1     |
| Democratici di Sinistra                                       | 3.371  | 10,86 | 3     |
| Rifondazione Comunista                                        | 1.686  | 5,43  | 2     |
| Lista Porro                                                   | 1.681  | 5,41  | 1     |
| La Margherita                                                 | 1.482  | 4,77  | 1     |
| Federazione dei Verdi                                         | 1.054  | 3,39  | 1     |
| Socialisti Insieme (Partito Socialista-I Socialisti Italiani) | 949    | 3,06  | 1     |
| Ambiente e Lavoro per il Progresso                            | 937    | 3,02  | 1     |
| Comunisti Italiani                                            | 299    | 0,96  | -     |
| Sandro De Paolis                                              | 969    | 3,07  | 1     |
| De Paolis Sindaco Insieme per il Partito Democratico          | 1.016  | 3,27  | -     |
| Forza Roma                                                    | 24     | 0,08  | -     |
| Paolo Giardi                                                  | 512    | 1,62  | -     |
| Civitavecchia C'è                                             | 391    | 1,26  | -     |
| Claudio Dell'Anno                                             | 480    | 1,52  | -     |
| Progetto Impresa                                              | 480    | 1,55  | -     |
| Gabriele Pedrini                                              | 170    | 0,54  | -     |
| Fiamma Tricolore                                              | 105    | 0,34  | -     |
| Totale alle liste                                             | 31.051 | 100   | 28    |
| TOTALE                                                        | 31.602 | 100   | 30    |

### Ladispoli
| Candidati e Liste                                             | Voti   | %      | Seggi |
| ------------------------------------------------------------- | ------ | ------ | ----- |
| Crescenzo Paliotta                                            | 7.039  | 37,64  | -     |
| Democratici di Sinistra                                       | 2.315  | 13,22  | 5     |
| Insieme per la Provincia                                      | 908    | 5,19   | 2     |
| Federazione dei Verdi-Insieme Ladispoli per Gino Ciogli       | 904    | 5,16   | 1     |
| Lista Civica per Paliotta Sindaco                             | 759    | 4,34   | 1     |
| Partito della Rifondazione Comunista                          | 568    | 3,24   | 1     |
| Comunisti Italiani                                            | 245    | 1,40   | -     |
| Piero Ruscito                                                 | 7.349  | 39,30  | 1     |
| Alleanza Nazionale                                            | 2.710  | 15,48  | 3     |
| Forza Italia                                                  | 2.662  | 15,21  | 3     |
| Ladispoli per Piero Ruscito Sindaco                           | 860    | 4,91   | -     |
| Progetto Nuova Ladispoli                                      | 504    | 2,88   | -     |
| Democrazia Cristiana per le Autonomie                         | 412    | 2,35   | -     |
| La Voce dei Consumatori                                       | 125    | 0,71   | -     |
| Lista Rosa                                                    | 111    | 0,63   | -     |
| Fiamma Tricolore                                              | 108    | 0,62   | -     |
| Partito Pensionati                                            | 28     | 0,16   | -     |
| Marco Pierini                                                 | 3.133  | 16,75  | 1     |
| La Margherita                                                 | 1.188  | 6,79   | 2     |
| Unione di Centro                                              | 931    | 5,32   | -     |
| Italia dei Valori                                             | 388    | 2,22   | -     |
| Socialisti Insieme (Partito Socialista-I Socialisti Italiani) | 346    | 1,98   | -     |
| Italia di Mezzo                                               | 277    | 1,58   | -     |
| Verde Libero                                                  | 124    | 0,71   | -     |
| Nicolò Accardo                                                | 764    | 4,09   | -     |
| Alleanza Democratica Popolare Accardo Sindaco                 | 654    | 3,74   | -     |
| Maria Enrica Paris                                            | 328    | 1,83   | -     |
| Azione Sociale                                                | 305    | 1,74   | -     |
| Renato Marazziti                                              | 86     | 0,46   | -     |
| Niente Politica Solo Ladispoli                                | 75     | 0,43   | -     |
| Totale alle liste                                             | 17.507 | 100,00 | 18    |
| TOTALE                                                        | 18.701 | 100,00 | 20    |

## Frosinone

### Frosinone
| Candidati e Liste                                                                                       | Voti   | %      | Seggi |
| --- | ------ | ------ | ----- |
| Michele Marini                                                                                          | 16.901 | 53,34  | -     |
| L'Ulivo                                                                                                 | 4.845  | 16,08  | 8     |
| Socialisti Democratici Italiani                                                                         | 4.434  | 14,72  | 7     |
| Michele Marini Sindaco                                                                                  | 3.335  | 11,07  | 6     |
| Popolari UDEUR                                                                                          | 824    | 2,74   | 1     |
| Lista Tucci per Marini Sindaco                                                                          | 690    | 2,29   | 1     |
| La Sinistra (Partito della Rifondazione Comunista-Partito dei Comunisti Italiani-Federazione dei Verdi) | 603    | 2,00   | 1     |
| Terzo Polo                                                                                              | 542    | 1,80   | -     |
| Italia dei Valori                                                                                       | 512    | 1,70   | -     |
| Democrazia Cristiana                                                                                    | 389    | 1,29   | -     |
| Giovani Leoni                                                                                           | 118    | 0,39   | -     |
| Adriano Piacentini                                                                                      | 11.271 | 35,57  | 1     |
| Forza Italia                                                                                            | 4.113  | 13,65  | 5     |
| Alleanza Nazionale                                                                                      | 3.442  | 11,43  | 5     |
| Unione dei Democratici Cristiani e Democratici di Centro                                                | 2.349  | 7,80   | 3     |
| Frosinone Futura-Lista Piacentini                                                                       | 650    | 2,16   | -     |
| Movimento per l'Autonomia                                                                               | 236    | 0,78   | -     |
| Fiamma Tricolore                                                                                        | 186    | 0,62   | -     |
| Riccardo Mastrangeli                                                                                    | 2.806  | 8,86   | 1     |
| Democrazia Cristiana per le Autonomie                                                                   | 1.224  | 4,06   | 1     |
| Lista per Frosinone-Partito Repubblicano Italiano                                                       | 747    | 2,48   | -     |
| Italia di Mezzo                                                                                         | 364    | 1,21   | -     |
| Ivan De Santis                                                                                          | 494    | 1,56   | 1     |
| Alternativa Verde-Rifondazione Democratica                                                              | 395    | 1,31   | -     |
| Maurizio Tivinio                                                                                        | 213    | 0,67   | -     |
| Alternativa per Frosinone                                                                               | 124    | 0,41   | -     |
| Totale alle liste                                                                                       | 30.122 | 100,00 | 38    |
| TOTALE                                                                                                  | 31.685 | 100,00 | 40    |

### Ceccano
| Candidati e Liste                                        | Voti   | %      | Seggi |
| -------------------------------------------------------- | ------ | ------ | ----- |
| Antonio Ciotoli                                          | 8.457  | 53,63  | -     |
| Socialisti Democratici Italiani                          | 2.314  | 15,09  | 4     |
| Democratici di Sinistra                                  | 2.147  | 14,00  | 4     |
| Insieme per Ceccano                                      | 1.845  | 12,03  | 3     |
| Partito dei Comunisti Italiani                           | 984    | 6,42   | 1     |
| La Margherita                                            | 666    | 4,34   | 1     |
| Rifondazione Comunista                                   | 641    | 4,18   | 1     |
| Partito Repubblicano Italiano-Altri                      | 527    | 3,44   | -     |
| UDEUR-Italia dei Valori                                  | 281    | 1,83   | -     |
| Massimo Ruspandini                                       | 2.390  | 15,16  | 1     |
| Alleanza Nazionale-Democrazia Cristiana per le Autonomie | 1.136  | 7,41   | 1     |
| L'Altra Ceccano Ruspandini Sindaco                       | 688    | 4,49   | 1     |
| Fiamma Tricolore                                         | 167    | 1,09   | -     |
| Angelino Stella                                          | 2.150  | 13,63  | 1     |
| Per la Gente                                             | 1.470  | 9,59   | 1     |
| La Spiga                                                 | 293    | 1,91   | -     |
| Antonio Aversa                                           | 1.280  | 8,12   | 1     |
| Forza Italia                                             | 972    | 6,34   | -     |
| Azione Sociale                                           | 64     | 0,42   | -     |
| Domenico Aversa                                          | 552    | 3,50   | -     |
| Federazione dei Verdi-Altri                              | 534    | 3,48   | -     |
| Mario Sodani                                             | 522    | 3,31   | -     |
| Unione di Centro                                         | 221    | 1,44   | -     |
| Alessandro Franco Battista                               | 419    | 2,66   | -     |
| Italia di Mezzo                                          | 385    | 2,51   | -     |
| Totale alle liste                                        | 15.335 | 100,00 | 17    |
| TOTALE                                                   | 15.770 | 100,00 | 20    |

## Latina

### Latina
| Candidati e Liste                                                                      | Voti   | %      | Seggi |
| -------------------------------------------------------------------------------------- | ------ | ------ | ----- |
| Vincenzo Zaccheo                                                                       | 39.097 | 49,55  | -     |
| Forza Italia                                                                           | 17.573 | 23,54  | 11    |
| Alleanza Nazionale                                                                     | 16.346 | 21,90  | 10    |
| Unione dei Democratici Cristiani e Democratici di Centro                               | 5.920  | 7,93   | 3     |
| Democrazia Cristiana per le Autonomie                                                  | 1.525  | 2,04   | -     |
| Alternativa Sociale                                                                    | 876    | 1,17   | -     |
| Fiamma Tricolore                                                                       | 569    | 0,76   | -     |
| Nuovo PSI                                                                              | 167    | 0,22   | -     |
| Partito Pensionati                                                                     | 63     | 0,08   | -     |
| Movimento per l'Autonomia                                                              | 31     | 0,04   | -     |
| Partito Repubblicano Italiano                                                          | 27     | 0,04   | -     |
| Maurizio Mansutti                                                                      | 17.900 | 22,68  | 1     |
| La Margherita                                                                          | 6.037  | 8,09   | 4     |
| Democratici di Sinistra-Socialisti Democratici Italiani-Movimento Repubblicani Europei | 5.954  | 7,98   | 3     |
| Insieme con Mansutti                                                                   | 2.263  | 3,03   | 1     |
| Partito della Rifondazione Comunista                                                   | 884    | 1,18   | -     |
| Federazione dei Verdi-Lista civica                                                     | 581    | 0,78   | -     |
| Fabrizio Cirilli                                                                       | 17.286 | 21,91  | 1     |
| Lista Cirilli-Progetto per Latina                                                      | 8.601  | 11,52  | 5     |
| Popolari UDEUR                                                                         | 1.246  | 1,67   | -     |
| Giovani per Latina con Cirilli                                                         | 893    | 1,20   | -     |
| Italia dei Valori                                                                      | 848    | 1,14   | -     |
| Alessandro Catani                                                                      | 2.662  | 3,37   | 1     |
| Per Latina                                                                             | 2.554  | 3,42   | -     |
| Ruggero Mantovani                                                                      | 723    | 0,92   | -     |
| Partito di Alternativa Comunista                                                       | 496    | 0,66   | -     |
| Antonio Flamini                                                                        | 625    | 0,79   | -     |
| Democrazia Cristiana                                                                   | 622    | 0,83   | -     |
| Nando Cappelletti                                                                      | 422    | 0,53   | -     |
| Latina Sociale                                                                         | 384    | 0,51   | -     |
| Carmine Bennato                                                                        | 196    | 0,25   | -     |
| Italiani nel Mondo                                                                     | 183    | 0,25   | -     |
| Totale alle liste                                                                      | 74.643 | 100,00 | 37    |
| TOTALE                                                                                 | 78.911 | 100,00 | 40    |

### Gaeta
| Candidati e Liste                             | Voti   | %      | Seggi |
| --------------------------------------------- | ------ | ------ | ----- |
| Antonio Raimondi                              | 4.046  | 28,29  | -     |
| Per Raimondi                                  | 1.591  | 11,52  | 10    |
| Riprendiamoci Gaeta                           | 446    | 3,23   | 2     |
| Massimo Magliozzi                             | 5.309  | 37,12  | 1     |
| Forza Italia                                  | 2.399  | 17,37  | 2     |
| Unione di Centro                              | 1.469  | 10,64  | 1     |
| Alleanza Nazionale                            | 926    | 6,71   | 1     |
| Nuovo PSI-Lista Civica Natura Amica           | 678    | 4,91   | -     |
| Viva Gaeta                                    | 454    | 3,29   | -     |
| Democrazia Cristiana per le Autonomie         | 379    | 2,74   | -     |
| Pasqualino Magliuzzi                          | 3.849  | 26,91  | 1     |
| Movimento Democratico Popolare                | 1.151  | 8,33   | 1     |
| La Margherita                                 | 1.006  | 7,28   | 1     |
| Democratici di Sinistra                       | 933    | 6,76   | -     |
| Golfo Unito-UDEUR                             | 490    | 3,55   | -     |
| Rifondazione Comunista                        | 316    | 2,29   | -     |
| Federazione dei Verdi-Comunisti Italiani      | 300    | 2,17   | -     |
| Leandro La Croix                              | 752    | 5,26   | -     |
| Democrazia Cristiana-Autonomi di Centro Gaeta | 902    | 6,53   | -     |
| Antonio Lieto                                 | 345    | 2,41   | -     |
| Progetto Gaeta                                | 370    | 2,68   | -     |
| Totale alle liste                             | 13.810 | 100    | 18    |
| TOTALE                                        | 14.301 | 100,00 | 20    |

### Sabaudia
| Candidati e Liste                                        | Voti   | %      | Seggi |
| -------------------------------------------------------- | ------ | ------ | ----- |
| Alessandro Maracchioni                                   | 4.316  | 38,42  | -     |
| Forza Italia                                             | 1.982  | 18,36  | 5     |
| Alleanza per Sabaudia                                    | 1.029  | 9,53   | 3     |
| Unione di Centro                                         | 687    | 6,37   | 2     |
| Centro-Democrazia Cristiana-Partito Pensionati-Nuovo Psi | 215    | 1,99   | -     |
| Alternativa Sociale                                      | 164    | 1,52   | -     |
| Partito Repubblicano Italiano                            | 10     | 0,09   | -     |
| Salvatore Schintu                                        | 3.577  | 31,84  | 1     |
| Alleanza Nazionale                                       | 2.280  | 21,12  | 4     |
| Moderati per Sabaudia                                    | 530    | 4,91   | 1     |
| Democrazia Cristiana per le Autonomie                    | 465    | 4,31   | -     |
| Fiamma Tricolore                                         | 333    | 3,09   | -     |
| Sabaudia Insieme                                         | 45     | 0,42   | -     |
| Antonio De Angelis                                       | 1.357  | 12,08  | 1     |
| Democratici di Sinistra-Rifondazione Comunista-Altri     | 1.064  | 9,86   | -     |
| Nicola Bianchi                                           | 631    | 5,62   | 1     |
| Impegno per Sabaudia                                     | 650    | 6,02   | -     |
| Felice Pagliaroli                                        | 450    | 4,01   | 1     |
| La Destra per Sabaudia                                   | 432    | 4,00   | -     |
| Amedeo Bianchi                                           | 415    | 3,69   | 1     |
| La Margherita                                            | 413    | 3,83   | -     |
| Doriano Matrullo                                         | 264    | 2,35   | -     |
| Federazione dei Verdi-Socialisti Democratici Italiani    | 251    | 2,33   | -     |
| Alberto Lattuille                                        | 225    | 2,00   | -     |
| Italia dei Valori                                        | 243    | 2,25   | -     |
| Totale alle liste                                        | 10.793 | 100    | 15    |
| TOTALE                                                   | 11.235 | 100,00 | 20    |

### Sezze
| Candidati e Liste                              | Voti   | %     | Seggi |
| ---------------------------------------------- | ------ | ----- | ----- |
| Andrea Campoli                                 | 7.869  | 50,72 | -     |
| Democratici di Sinistra                        | 2.701  | 17,97 | 4     |
| La Margherita                                  | 1.193  | 7,94  | 2     |
| UDEUR                                          | 1.112  | 7,40  | 2     |
| Italia dei Valori                              | 943    | 6,28  | 1     |
| Socialisti Democratici Italiani                | 792    | 5,27  | 1     |
| Italia di Mezzo                                | 586    | 3,90  | 1     |
| Tutti per Sezze                                | 542    | 3,61  | 1     |
| Rifondazione Comunista                         | 305    | 2,03  | -     |
| Comunisti Italiani                             | 159    | 1,06  | -     |
| Lidano Zarra                                   | 3.898  | 25,13 | 1     |
| Costituente per il Patto Democratico per Zarra | 1.152  | 7,67  | 2     |
| Area Democratica                               | 618    | 4,11  | 1     |
| Centro Moderato                                | 608    | 4,05  | 1     |
| Unione di Centro                               | 553    | 3,68  | -     |
| Setini Indipendenti                            | 306    | 2,04  | -     |
| Forza Sezze                                    | 194    | 1,29  | -     |
| Serafino Di Palma                              | 2.748  | 17,71 | 1     |
| Forza Italia                                   | 912    | 6,07  | 1     |
| Alleanza Nazionale                             | 763    | 5,08  | 1     |
| Movimento Democratico                          | 442    | 2,94  | -     |
| Giovani per Sezze                              | 234    | 1,56  | -     |
| Azione Sociale                                 | 233    | 1,55  | -     |
| Lidano Lucidi                                  | 696    | 4,49  | -     |
| Identità Setina                                | 470    | 3,13  | -     |
| Lanfranco Coluzzi                              | 302    | 1,95  | -     |
| Iniziativa Sociale                             | 209    | 1,39  | -     |
| Totale alle liste                              | 15.027 | 100   | 18    |
| TOTALE                                         | 15.514 | 100   | 20    |

## Rieti

### Rieti
| Candidati e Liste                                        | Voti   | %      | Seggi |
| -------------------------------------------------------- | ------ | ------ | ----- |
| Giuseppe Emili                                           | 16.644 | 52,14  | -     |
| Forza Italia                                             | 5.326  | 17,54  | 9     |
| Alleanza Nazionale                                       | 4.877  | 16,06  | 8     |
| Unione dei Democratici Cristiani e Democratici di Centro | 1.700  | 5,60   | 3     |
| Democrazia Cristiana per le Autonomie                    | 1.205  | 3,97   | 2     |
| Lista Civica per Rieti                                   | 1.036  | 3,41   | 1     |
| Partito Repubblicano Italiano                            | 1.002  | 3,30   | 1     |
| Partito Pensionati                                       | 310    | 1,02   | -     |
| Fiamma Tricolore                                         | 261    | 0,86   | -     |
| Nuovo PSI                                                | 21     | 0,07   | -     |
| Gaetano Papalia                                          | 13.914 | 43,59  | 1     |
| L'Ulivo                                                  | 5.895  | 19,41  | 8     |
| Popolari UDEUR-Moderati per Papalia                      | 1.904  | 6,27   | 2     |
| Nuova Rieti per Papalia                                  | 1.362  | 4,48   | 1     |
| Partito della Rifondazione Comunista                     | 1.359  | 4,47   | 1     |
| Socialisti Democratici Italiani                          | 1.118  | 3,68   | 1     |
| Partito Socialista Democratico Italiano                  | 722    | 2,38   | 1     |
| Federazione dei Verdi                                    | 344    | 1,13   | -     |
| Partito dei Comunisti Italiani                           | 332    | 1,09   | -     |
| Italia dei Valori                                        | 255    | 0,84   | -     |
| Lista Controvento                                        | 225    | 0,74   | -     |
| Paolo Tigli                                              | 1.163  | 3,64   | 1     |
| Rieti Viva                                               | 956    | 3,15   | -     |
| Giovanni Bernardetti                                     | 156    | 0,49   | -     |
| Democrazia Cristiana                                     | 141    | 0,46   | -     |
| Nazzarena Desideri                                       | 42     | 0,13   | -     |
| Partito Comunista dei Lavoratori                         | 18     | 0,06   | -     |
| Totale alle liste                                        | 30.369 | 100,00 | 38    |
| TOTALE                                                   | 31.919 | 100,00 | 40    |

## Viterbo

### Tarquinia
| Candidati e Liste                                               | Voti   | %      | Seggi |
| --------------------------------------------------------------- | ------ | ------ | ----- |
| Mauro Mazzola                                                   | 4.555  | 42,33  | -     |
| Democratici di Sinistra                                         | 2.076  | 20,23  | 6     |
| La Margherita                                                   | 1.035  | 10,09  | 3     |
| Mauro Mazzola Sindaco                                           | 939    | 9,16   | 2     |
| Partito dei Comunisti Italiani                                  | 193    | 1,88   | -     |
| Alessandro Giulivi                                              | 4.384  | 40,74  | 1     |
| Giulivi per Tarquinia                                           | 1.422  | 13,87  | 2     |
| Forza Italia                                                    | 1.271  | 12,39  | 2     |
| Alleanza Nazionale                                              | 1.251  | 12,19  | 1     |
| Fiamma Tricolore                                                | 215    | 2,10   | -     |
| Renato Bacciardi                                                | 538    | 5,00   | 1     |
| Unione di Centro                                                | 523    | 5,10   | -     |
| Marco Pacchelli                                                 | 495    | 4,60   | 1     |
| Socialisti Uniti (Socialisti Democratici Italiani-I Socialisti) | 479    | 4,67   | -     |
| Giovanni Olivo Serafini                                         | 398    | 3,70   | 1     |
| Partito Repubblicano Italiano                                   | 474    | 4,62   | -     |
| Pierangelo Conti                                                | 201    | 1,87   | -     |
| Tarquinia Pulita                                                | 188    | 1,83   | -     |
| Maurizio Leoncelli                                              | 190    | 1,77   | -     |
| Lista Civica per Tarquinia                                      | 193    | 1,88   | -     |
| Totale alle liste                                               | 10.261 | 100,00 | 16    |
| TOTALE                                                          | 10.761 | 100,00 | 20    |